# 双子のデュオ〜アンタッチャブル・ガールズ
『双子のデュオ〜アンタッチャブル・ガールズ』（英: The Topp Twins: Untouchable Girls）は、2009年に製作されたニュージーランドのドキュメンタリー映画。
2010年7月16日に第19回東京国際レズビアン&ゲイ映画祭にてアジアで初上映された。

## 概要
ニュージーランドで人気の、レズビアンの双子のデュオTopp Twinsについての伝記映画。

## 受賞
- メルボリン国際映画祭 最優秀ドキュメンタリー賞受賞
- ヨーテボリ国際映画祭2010 ドキュメンタリー賞受賞
- トロント国際映画祭2009 ドキュメンタリー部門観客賞受賞